# Młodzieżowe Mistrzostwa Polski w piłce nożnej plażowej
Młodzieżowe Mistrzostwa Polski w piłce nożnej plażowej – zawody piłki nożnej plażowej rozgrywane corocznie od 2006 roku organizowane pod patronatem Polskiego Związku Piłki Nożnej w celu wyłonienia najlepszej drużyny młodzieżowej (aktualnie do 21 roku życia) w Polsce. Do 2008 roku za organizację tych rozgrywek odpowiedzialna była struktura Beach Soccer Polska. Pomimo zawirowań wokół sytuacji piłki plażowej w Polsce organizacja Beach Soccer Polska organizowała jeszcze turnieje w 2009 oraz 2010 roku. Jednocześnie PZPN organizował w tych latach swoje konkurencyjne zawody, które miały status oficjalnych.

## Medaliści

### Mistrzostwa Polski Juniorów w beach soccer (BSP)
| Rok  | Miejsce  |                 |                          |                       |
| ---- | -------- | --------------- | ------------------------ | --------------------- |
| 2006 | Sztutowo | Hemako Sztutowo | Redeco Vigo Team Wrocław | Complex Wema Sztutowo |
| 2007 | Sztutowo | OK Poddębice    | Elwo Etna Elbląg         | Hemako Sztutowo       |
| 2008 | Sztutowo | Hemako Sztutowo | OK Poddębice             | Red Devils Chojnice   |

#### Nieoficjalne Mistrzostwa Polski Juniorów w beach soccer (BSP)
| Rok  | Miejsce |              |                      |                           |
| ---- | ------- | ------------ | -------------------- | ------------------------- |
| 2009 | Gliwice | OK Poddębice | UKS Milenium Gliwice | Tor-Serwis Szóstka Będzin |
| 2010 | Gliwice | OK Poddębice | UKS Milenium Gliwice | Orzeł Pawonków            |

##### Tabela medalowa turniejów BSP
| Lp. | Drużyna                   | Miejsca na podium | Miejsca na podium | Miejsca na podium |   |   |
| --- | ------------------------- | ----------------- | ----------------- | ----------------- | - | - |
| Lp. | Drużyna                   | 1.                | OK Poddębice      | 3                 | 1 | 0 |
| 2.  | Hemako Sztutowo           | 2                 | 0                 | 1                 |   |   |
| 3.  | UKS Milenium Gliwice      | 0                 | 2                 | 0                 |   |   |
| 4.  | Redeco Vigo Team Wrocław  | 0                 | 1                 | 0                 |   |   |
| 4.  | Elwo Etna Elbląg          | 0                 | 1                 | 0                 |   |   |
| 6.  | Complex Wema Sztutowo     | 0                 | 0                 | 1                 |   |   |
| 6.  | Red Devils Chojnice       | 0                 | 0                 | 1                 |   |   |
| 6.  | Tor-Serwis Szóstka Będzin | 0                 | 0                 | 1                 |   |   |
| 6.  | Orzeł Pawonków            | 0                 | 0                 | 1                 |   |   |

### Młodzieżowe Mistrzostwa Polski w piłce nożnej plażowej (PZPN)
| Rok  | Miejsce   |                             |                                     |                                     |
| ---- | --------- | --------------------------- | ----------------------------------- | ----------------------------------- |
| 2009 | Sztutowo  | Hemako Sztutowo             | Elwo Etna Elbląg                    | Los Magicos Jantar                  |
| 2010 | Sztutowo  | Grembach Łódź               | Hemako Sztutowo                     | Los Magicos Jantar                  |
| 2011 | Gdańsk    | Hemako Sztutowo             | Los Magicos Jantar                  | UKS Milenium Gliwice                |
| 2012 | Ustka     | Hemako Sztutowo             | Vacu Active Słupsk                  | brak                                |
| 2013 | Ustka     | Hemako Sztutowo             | UKS Milenium Gliwice                | Team Słupsk                         |
| 2014 | Ustka     | UKS Milenium Gliwice        | Grembach Łódź                       | Hemako Sztutowo                     |
| 2015 | Ustka     | Laktoza Łyszkowice          | Hemako Sztutowo                     | Becpak Firtech Beckerarena Warszawa |
| 2016 | Gdańsk    | Vitasport Zdrowie Garwolin  | Firtech Becpak Beckerarena Warszawa | Milenium Gliwice                    |
| 2017 | Kołobrzeg | Omida Hemako Sztutowo       | Milenium Gliwice                    | Silesia Firtech Becpak Warszawa     |
| 2018 | Kołobrzeg | Team Słupsk Adkonis Kwakowo | Grembach Łódź                       | Zdrowie Garwolin                    |
| 2019 | Kołobrzeg | Hemako Sztutowo             | Tonio Team Sosnowiec                | KP Łódź                             |
| 2020 | Gdańsk    | Hemako Sztutowo             | Boruta Zgierz                       | Boca Gdańsk                         |
| 2021 | Gdańsk    | UKS Milenium Gliwice        | Boca Gdańsk                         | Termy Poddębice                     |

#### Tabela medalowa turniejów PZPN
| Lp. | Drużyna                    | Miejsca na podium | Miejsca na podium | Miejsca na podium |   |   |
| --- | -------------------------- | ----------------- | ----------------- | ----------------- | - | - |
| Lp. | Drużyna                    | 1.                | Hemako Sztutowo   | 7                 | 2 | 1 |
| 2.  | UKS Milenium Gliwice       | 2                 | 2                 | 2                 |   |   |
| 3.  | Grembach Łódź              | 1                 | 2                 | 0                 |   |   |
| 4.  | Team Słupsk                | 1                 | 1                 | 1                 |   |   |
| 5.  | Vitasport Zdrowie Garwolin | 1                 | 0                 | 1                 |   |   |
| 6.  | Laktoza Łyszkowice         | 1                 | 0                 | 0                 |   |   |
| 7.  | Los Magicos Jantar         | 0                 | 1                 | 2                 |   |   |
| 7.  | Beckerarena Warszawa       | 0                 | 1                 | 2                 |   |   |
| 9.  | Boca Gdańsk                | 0                 | 1                 | 1                 |   |   |
| 10. | Boruta Zgierz              | 0                 | 1                 | 0                 |   |   |
| 10. | Elwo Etna Elbląg           | 0                 | 1                 | 0                 |   |   |
| 10. | Tonio Team Sosnowiec       | 0                 | 1                 | 0                 |   |   |
| 13. | KP Łódź                    | 0                 | 0                 | 1                 |   |   |
| 13. | Termy Poddębice            | 0                 | 0                 | 1                 |   |   |

### Tabela łączna wszystkich oficjalnych zawodów
2006-2008 - pod egidą Beach Soccer Polska

2009-nadal - pod egidą Polskiego Związku Piłki Nożnej

| Lp. | Drużyna                    | Miejsca na podium | Miejsca na podium | Miejsca na podium |   |   |
| --- | -------------------------- | ----------------- | ----------------- | ----------------- | - | - |
| Lp. | Drużyna                    | 1.                | Hemako Sztutowo   | 9                 | 2 | 2 |
| 2.  | UKS Milenium Gliwice       | 2                 | 2                 | 2                 |   |   |
| 3.  | Grembach Łódź              | 1                 | 2                 | 0                 |   |   |
| 4.  | Team Słupsk                | 1                 | 1                 | 1                 |   |   |
| 5.  | OK Poddębice               | 1                 | 1                 | 0                 |   |   |
| 6.  | Vitasport Zdrowie Garwolin | 1                 | 0                 | 1                 |   |   |
| 7.  | Laktoza Łyszkowice         | 1                 | 0                 | 0                 |   |   |
| 8.  | Elwo Etna Elbląg           | 0                 | 2                 | 0                 |   |   |
| 9.  | Los Magicos Jantar         | 0                 | 1                 | 2                 |   |   |
| 9.  | Beckerarena Warszawa       | 0                 | 1                 | 2                 |   |   |
| 11. | Boca Gdańsk                | 0                 | 1                 | 1                 |   |   |
| 12. | Boruta Zgierz              | 0                 | 1                 | 0                 |   |   |
| 12. | Tonio Team Sosnowiec       | 0                 | 1                 | 0                 |   |   |
| 14. | Complex Wema Sztutowo      | 0                 | 0                 | 1                 |   |   |
| 14. | KP Łódź                    | 0                 | 0                 | 1                 |   |   |
| 14. | Red Devils Chojnice        | 0                 | 0                 | 1                 |   |   |
| 14. | Redeco Vigo Team Wrocław   | 0                 | 0                 | 1                 |   |   |
| 14. | Termy Poddębice            | 0                 | 0                 | 1                 |   |   |